# نيبال في الألعاب الأولمبية
نيبال في الألعاب الأولمبية الألعاب الأولمبية هي من أهم الأحداث الرياضية في نيبال، تقوم اللجنة الأولمبية النيبالية بالإشراف في شؤون مشاركة نيبال في الألعاب الأولمبية، شاركت نيبال أول مرة في الألعاب الأولمبية في دورة 1964 في طوكيو في اليابان،  لم تفز النيبال حتى الآن بأي ميدالية في الألعاب الأولمبية الصيفية.
في الألعاب الأولمبية الشتوية شاركت نيبال أول مرة في دورة 2002 في سولت ليك في الولايات المتحدة ولم تفز حتى الآن بأي ميدالية في الألعاب الشتوية.